# 井伊直亮
井伊 直亮（いい なおあき）は、近江彦根藩の第15代藩主。江戸幕府の大老である。井伊直弼の兄で養父でもある。

## 生涯
寛政6年（1794年）6月11日、第14代藩主・井伊直中の三男として江戸で生まれた。兄の直清が病弱だったため、文化2年（1805年）に直中から嗣子に指名され、文化9年（1812年）2月5日の父の隠居により家督を継いで第15代藩主となる。
文化12年（1815年）には将軍・徳川家斉の名代として日光東照宮に参拝し、天保6年（1835年）からは大老に任じられた。しかし天保12年（1841年）5月15日に自ら職を辞している。この年の閏1月に家斉が死去し、将軍・徳川家慶や老中首座・水野忠邦によって旧家斉派は次々と粛清されていたため、直亮は巻き込まれるのを恐れて自ら辞任したと思われる。
藩に戻ってからは洋書を買い入れたり蘭学者を登用したりと開明的な政策をとったが、守旧派の家臣には理解されず「むつかしき殿様」と皮肉られた。その後、幕府から相模国の海岸の警衛を命じられると、直亮は西洋式軍隊の練成に努め、列強の強引な開国要求に対応しようとした。また、藩内の国友一貫斎が反射望遠鏡を発明したと聞くと非常に喜んだという。
自ら雅楽を演奏し、また楽器の収集家でもあった。その楽器コレクションの一つ、銘「分龍雨」の楽箏（制作者：治光）が武蔵野音楽大学楽器博物館に所蔵されている。
直亮には実子がなく、弟（直中の十一男）の直元を養嗣子にしていたが、弘化3年（1846年）に早世したため、その弟（直中の十四男）で国元にいた直弼を代わって養嗣子とした。
嘉永3年（1850年）10月1日、彦根で死去した。享年57。跡を直弼が継いだ。

## 系譜
- 父：井伊直中
- 母：親光院 親姫（南部利正の娘）
- 正室：龍華院 餐姫（松平頼儀の娘）
- 継室：耀鏡院 留姫（井伊直朗の娘）
  - 養子：井伊直元（実弟）
  - 養子：井伊直弼（実弟）